# Klubi Sportiv Tomori
Il Futboll Klub Tomori Berat, meglio noto come Tomori, è una società calcistica con sede a Berat, in Albania. Fondato nel 1923, attualmente milita nella Kategoria e Pare, la seconda serie del campionato albanese.
La stagione 2012-2013 è la più recente del Tomori in Kategoria Superiore.

## Storia
Nel 1964 raggiunse la finale di Coppa d'Albania, da cui uscì sconfitta per 3-0 contro il più blasonato Partizani Tirana.
Nella stagione 1999-2000 concluse il campionato di Kategoria Superiore al primo posto, con 52 punti, pari merito con l'SK Tirana. Per assegnare il titolo di campione d'Albania si ricorse ad uno spareggio, vinto dal Tirana per 5-4 ai tiri di rigore.
Il secondo posto valse comunque la qualificazione alla Coppa UEFA 2000-2001. Nella manifestazione europea il Tomori affrontò i ciprioti dell'APOEL. Questi ultimi si imposero con un 5-2 totale. La stagione in campionato fu avara di soddisfazioni e la squadra si piazzò solo dodicesima, appena al di sopra della zona retrocessione.
La retrocessione, evitata nel 2001, non fu scampata nel 2002: il Tomori si classificò ultimo e scese in seconda divisione. Nel 2008 vi fu una nuova retrocessione, nella terza divisione (Kategoria e Dytë), da cui il club si risollevò nel 2010, ottenendo la risalita in seconda serie e, nel 2011, la seconda promozione di fila, tornando in massima divisione per l'ìannata 2011-2012. Dopo un decimo posto, nel 2013 la squadra retrocesse in seconda serie e nel 2015 nuovamente in terza serie, anche se il ritorno in seconda fu immediato. Nel 2019 è retrocessa nuovamente in terza serie.

## Palmarès

### Competizioni nazionali
- Kategoria e Parë: 4

1930, 1950, 1969-1970, 1976-1977

### Altri piazzamenti
- Campionato albanese:

Secondo posto: 1999-2000
- Coppa d'Albania:

Finalista: 1963-1964
Semifinalista: 1977-1978, 1985-1986, 2000-2001
- Kategoria e Parë:

Secondo posto: 1957, 1958, 1962, 1975-1976, 1988-1989, 2002-2003
- Coppa dei Balcani per club:

Semifinalista: 1991-1992

## Statistiche

### Partecipazioni ai tornei internazionali
| Competizione | Partecipazioni | Debutto   | Ultima stagione | Totale |
| ------------ | -------------- | --------- | --------------- | ------ |
| Coppa UEFA   | 1              | 2000-2001 | 2000-2001       | 1      |

## Organico

### Rosa 2013-2014
| N. |                    | Ruolo | Calciatore      |
| -- | ------------------ | ----- | --------------- |
|    | Albania (bandiera) | P     | Klajdi Kuka     |
|    | Albania (bandiera) | P     | Bledar Dura     |
|    | Albania (bandiera) | D     | Alban Kuçi      |
|    | Albania (bandiera) | D     | Laert Bejko     |
|    | Albania (bandiera) | D     | Arbër Bistri    |
|    | Albania (bandiera) | D     | Redi Harka      |
|    | Albania (bandiera) | D     | Hekuran Koreshi |
|    | Albania (bandiera) | D     | Klodian Arbri   |
|    | Albania (bandiera) | C     | Ervis Çaçi      |
|    | Albania (bandiera) | C     | Ledian Taullau  |

| N. |                    | Ruolo | Calciatore             |
| -- | ------------------ | ----- | ---------------------- |
|    | Albania (bandiera) | C     | Fation Karamani        |
|    | Albania (bandiera) | C     | Xhoni Arbri            |
|    | Albania (bandiera) | C     | Klevis Roshi           |
|    | Albania (bandiera) | C     | Gersi Arbri (capitano) |
|    | Albania (bandiera) | A     | Elton Veleshnja        |
|    | Albania (bandiera) | A     | Blerim Hasalla         |
|    | Albania (bandiera) | A     | Elton Fani             |
|    | Albania (bandiera) | A     | Klement Agalliu        |
|    | Albania (bandiera) | A     | Fation Topi            |

### Staff tecnico
- Allenatore:  Madrid Muzhaj
- Vice-Allenatore: ?
- Team Manager: ?
- Preparatore dei portieri: ?
- Preparatore atletico: ?
- Medico sociale: ?

### Rose delle stagioni precedenti
- 2010-2011